# Liga a IV-a Satu Mare
Liga a IV-a Satu Mare este principala competiție fotbalistică din județul Satu Mare, organizată de Asociația Județeană de Fotbal (AJF) Satu Mare, situată în al patrulea eșalon al sistemului de ligi al fotbalului românesc.
Competiția este disputată de un număr variabil de echipe, în funcție de numărul echipelor retrogradate din Liga a III-a, al celor promovate din Liga a V-a Satu Mare, precum și al echipelor care se retrag sau se înscriu în competiție. Campioana poate sau nu să promoveze în Liga a III-a, în funcție de rezultatul barajului de promovare disputat împotriva campioanei dintr-o serie județeană vecină.

## Istoric
În 1968, în urma noii reorganizări administrative și teritoriale a țării, fiecare județ a înființat propriul campionat de fotbal, integrând echipele din fostele campionate regionale, precum și echipele care concurau anterior în competițiile orășenești și raionale. Proaspăt înființatul Campionat Județean Satu Mare a fost pus sub autoritatea nou-înființatului Consiliu Județean pentru Educație Fizică și Sport (CJEFS) Satu Mare.
De atunci, structura și organizarea Ligii a IV-a Satu Mare, la fel ca în cazul multor alte campionate județene, au suferit numeroase schimbări. Între 1968 și 1992, principala competiție județeană a fost cunoscută sub numele de Campionatul Județean. Între 1992 și 1997, a fost redenumită Divizia C – Faza Județeană, apoi Divizia D, începând cu anul 1997, iar din 2006 este cunoscută ca Liga a IV-a.

## Lista campioanelor
| Ed.                  | Sezon                | Campioană               |
| Campionatul Județean | Campionatul Județean | Campionatul Județean    |
| -------------------- | -------------------- | ----------------------- |
| 1                    | 1968–69              | Rapid Satu Mare         |
| 2                    | 1969–70              | Spartac Satu Mare       |
| 3                    | 1970–71              | Voința Carei            |
| 4                    | 1971–72              | Forestiera Bixad        |
| 5                    | 1972–73              | Oașul Negrești-Oaș      |
| 6                    | 1973–74              | Unirea Tășnad           |
| 7                    | 1974–75              | Constructorul Satu Mare |
| 8                    | 1975–76              | Minerul Turț            |
| 9                    | 1976–77              | Sticla Poiana Codrului  |
| 10                   | 1977–78              | Minerul Turț            |
| 11                   | 1978–79              | Metalul Carei           |
| 12                   | 1979–80              | Unio Satu Mare          |
| 13                   | 1980–81              | Chimia Tășnad           |
| 14                   | 1981–82              | Unio Satu Mare          |
| 15                   | 1982–83              | Unio Satu Mare          |
| 16                   | 1983–84              | Constructorul Satu Mare |
| 17                   | 1984–85              | Stăruița Berveni        |
| 18                   | 1985–86              | Foresta Satu Mare       |
| 19                   | 1986–87              | Someșul Odoreu          |
| 20                   | 1987–88              | Foresta Satu Mare       |
| 21                   | 1988–89              | Voința Negrești-Oaș     |
| 22                   | 1989–90              | Minerul Turț            |
| 23                   | 1990–91              | Ardudeana Ardud         |
| 24                   | 1991–92              | Samus Satu Mare         |

| Ed.                        | Sezon                      | Campioană                     |
| Divizia C - Faza județeană | Divizia C - Faza județeană | Divizia C - Faza județeană    |
| -------------------------- | -------------------------- | ----------------------------- |
| 25                         | 1992–93                    | Dacia '92 Grăniceri Satu Mare |
| 26                         | 1993–94                    | Oașul Negrești-Oaș            |
| 27                         | 1994–95                    | Dacia '92 Grăniceri Satu Mare |
| 28                         | 1995–96                    | Someșul Satu Mare             |
| 29                         | 1996–97                    | Victoria Carei                |
| Divizia D                  |                            |                               |
| 30                         | 1997–98                    | Someșul Satu Mare             |
| 31                         | 1998–99                    | Oașul Negrești-Oaș            |
| 32                         | 1999–00                    | Șoimii Satu Mare              |
| 33                         | 2000–01                    | Frontiera Satu Mare           |
| 34                         | 2001–02                    | Victoria Carei                |
| 35                         | 2002–03                    | Minerul Turț                  |
| 36                         | 2003–04                    | Florența Odoreu               |
| 37                         | 2004–05                    | Fink Fenster Petrești         |
| 38                         | 2005–06                    | Minerul Turț                  |
| Liga a IV-a                |                            |                               |
| 39                         | 2006–07                    | Turul Micula                  |
| 40                         | 2007–08                    | Victoria Carei                |
| 41                         | 2008–09                    | Turul Micula                  |
| 42                         | 2009–10                    | Victoria Carei                |
| 43                         | 2010–11                    | Olimpia Satu Mare             |
| 44                         | 2011–12                    | Someșul Cărășeu               |
| 45                         | 2012–13                    | Someșul Cărășeu               |
| 46                         | 2013–14                    | Someșul Oar                   |

| Ed. | Sezon   | Campioană                |
| --- | ------- | ------------------------ |
| 47  | 2014–15 | Olimpia Satu Mare II     |
| 48  | 2015–16 | Recolta Dorolț           |
| 49  | 2016–17 | Unirea Tășnad            |
| 50  | 2017–18 | Energia Negrești-Oaș     |
| 51  | 2018–19 | CSM Satu Mare            |
| 52  | 2019–20 | CSM Satu Mare            |
| 53  | 2020–21 | Victoria Carei           |
| 54  | 2021–22 | Victoria Carei           |
| 55  | 2022–23 | Olimpia MCMXXI Satu Mare |
| 56  | 2023–24 | Oașul Negrești-Oaș       |
| 57  | 2024–25 | Unirea Tășnad            |